# Xã Byron, Quận Waseca, Minnesota
Xã Byron (tiếng Anh: Byron Township) là một xã thuộc quận Waseca, tiểu bang Minnesota, Hoa Kỳ. Năm 2010, dân số của xã này là 230 người.